# Xenelaphis hexagonotus
Xenelaphis hexagonotus är en ormart som beskrevs av Cantor 1847. Xenelaphis hexagonotus ingår i släktet Xenelaphis och familjen snokar. IUCN kategoriserar arten globalt som livskraftig. Inga underarter finns listade i Catalogue of Life.
Arten förekommer på Malackahalvön, Borneo, Sumatra och på mindre öar i regionen. Den vistas i låglandet upp till 200 meter över havet. Xenelaphis hexagonotus lever i skogar, i träskmarker och på odlingsmark. Den jagar gnagare, småfåglar, groddjur och fiskar.